# Épercieux-Saint-Paul
Épercieux-Saint-Paul là một xã trong tỉnh Loire miền trung nước Pháp.